# Династия (Гонконг)
The Dynasty («Династия») — высотный жилой и торговый комплекс, расположенный в Гонконге, в округе Чхюньвань, рядом с офисным и гостиничным небоскрёбом Нина-тауэр и парком Чхюньвань. Построен в 2009 году, по состоянию на 2023 год башни № 1 и 2 являлись 91-м и 92-м по высоте зданиями города. Девелопером комплекса является компания Sino Land. 

## История
В результате реконструкции района в 2007 году были построены офисная башня Нина-тауэр и жилой комплекс Vision City, а на месте бывшей спортивной площадки Чхюньвань, закрытой в 1998 году, началось строительство комплекса The Dynasty.

## Структура
В состав комплекса входят две жилые башни на 256 квартир и торговый центр Citywalk Two: 
- 51-этажная башня The Dynasty 1 (202 м)[2]
- 51-этажная башня The Dynasty 2 (202 м)[3]

В подиуме комплекса расположены паркинг и клуб-хаус The Dynasty Club в британском стиле (банкетный зал, крытый и открытый бассейны, сауна, бильярдная, фитнес-зал, детская игровая комната). Трёхэтажный торговый центр Citywalk Two объединяет множество магазинов, ресторанов, кафе и салонов красоты, а также кинотеатр сети Emperor Cinemas.

## Галерея

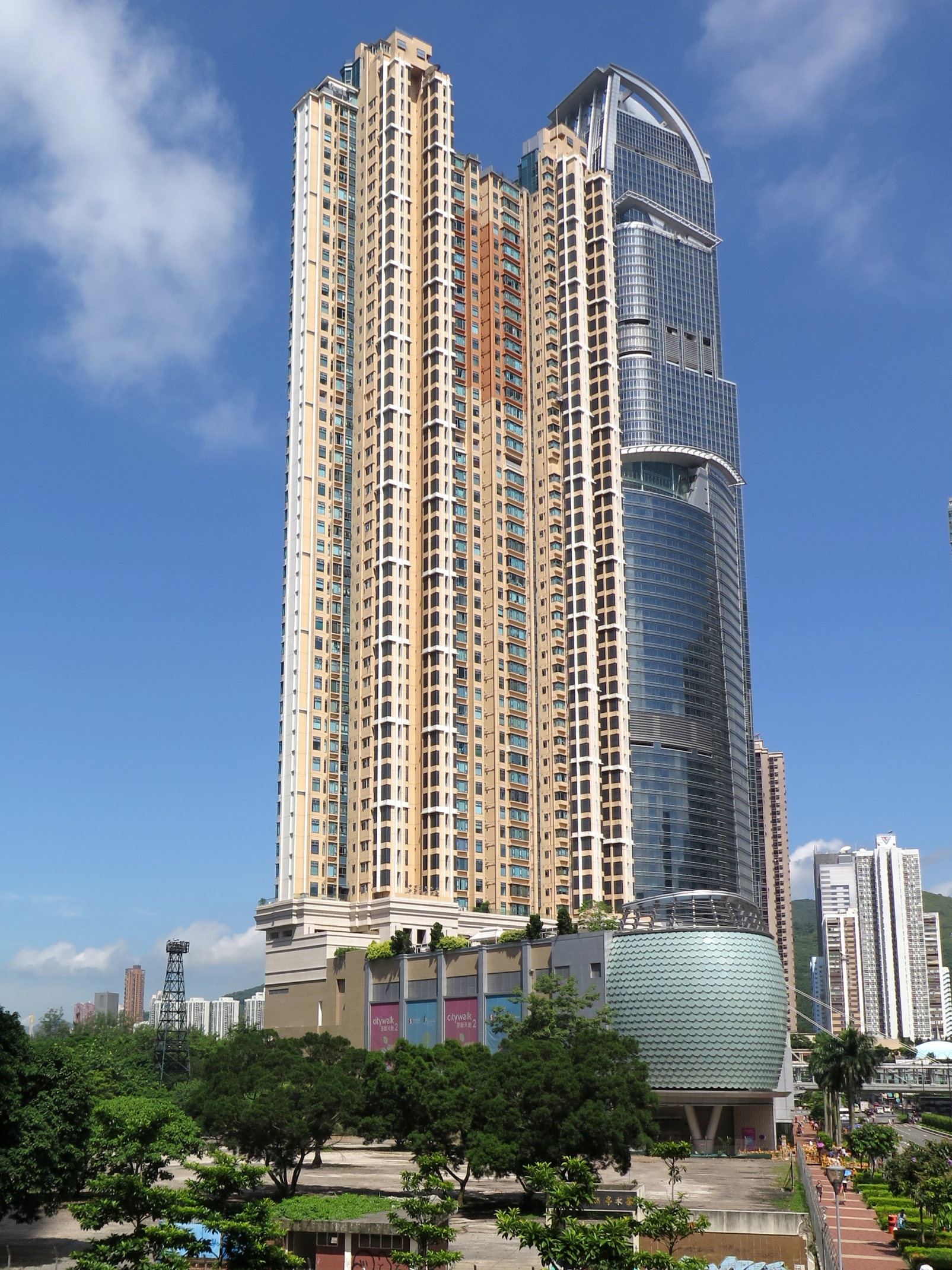
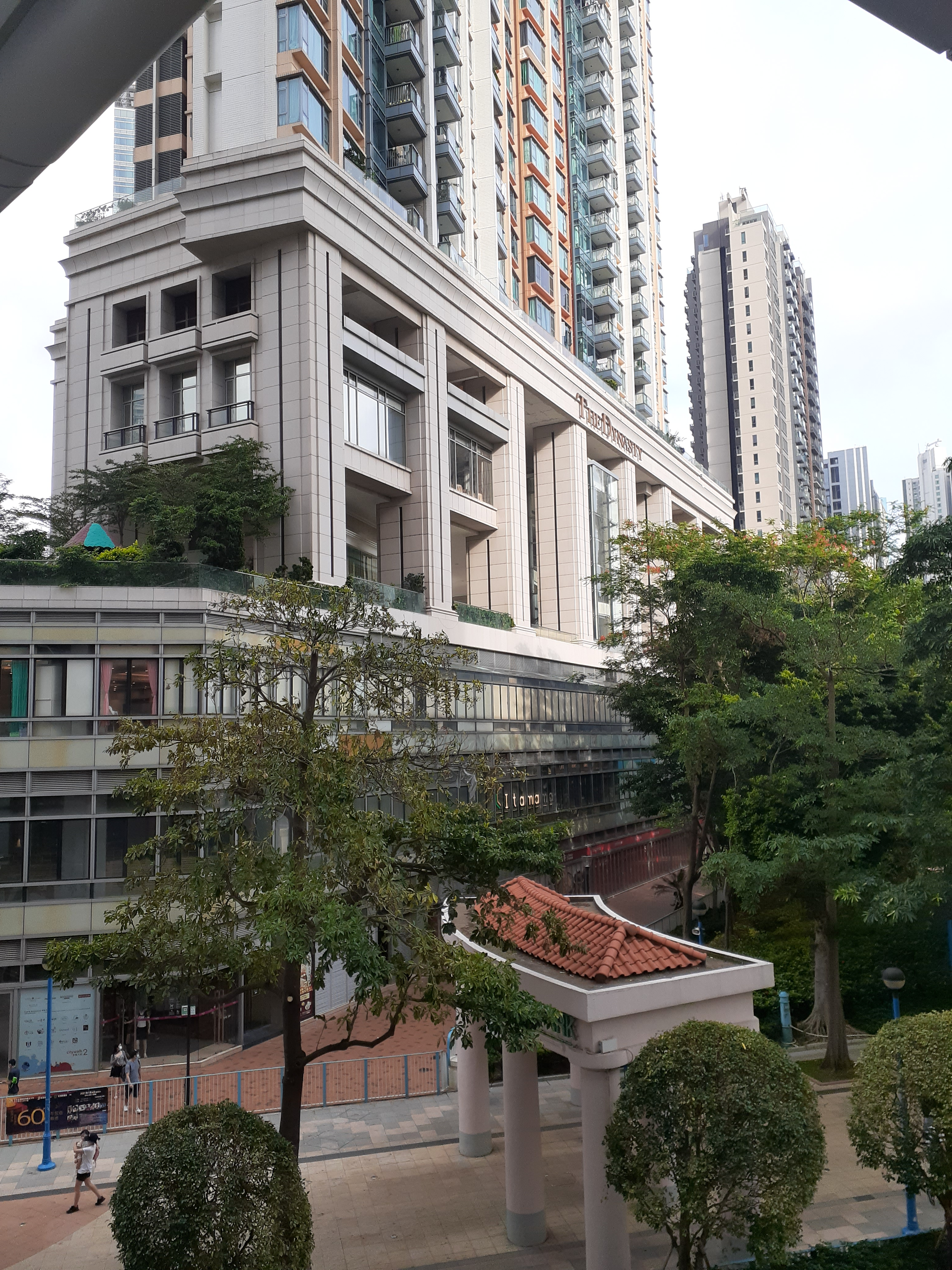
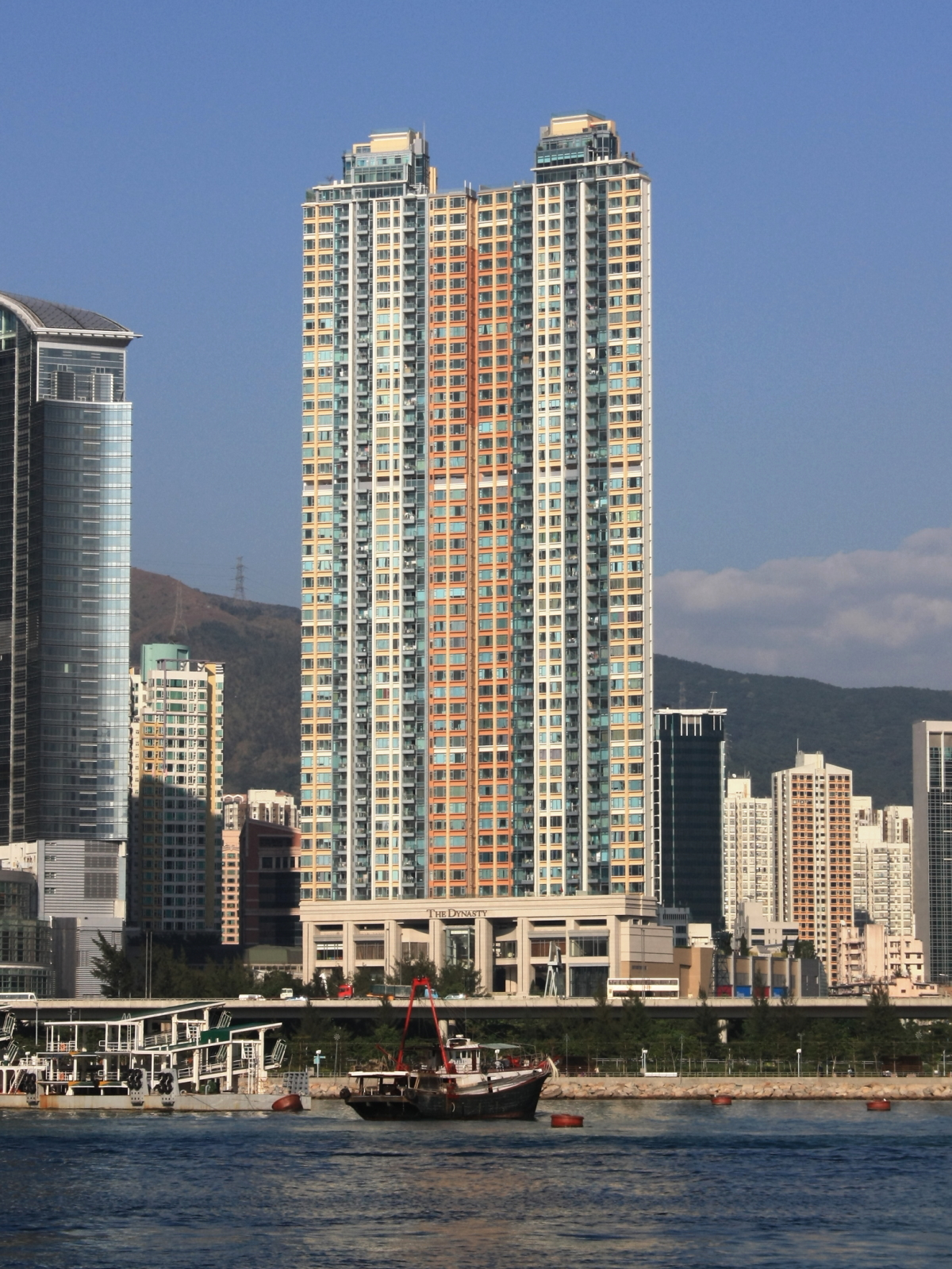

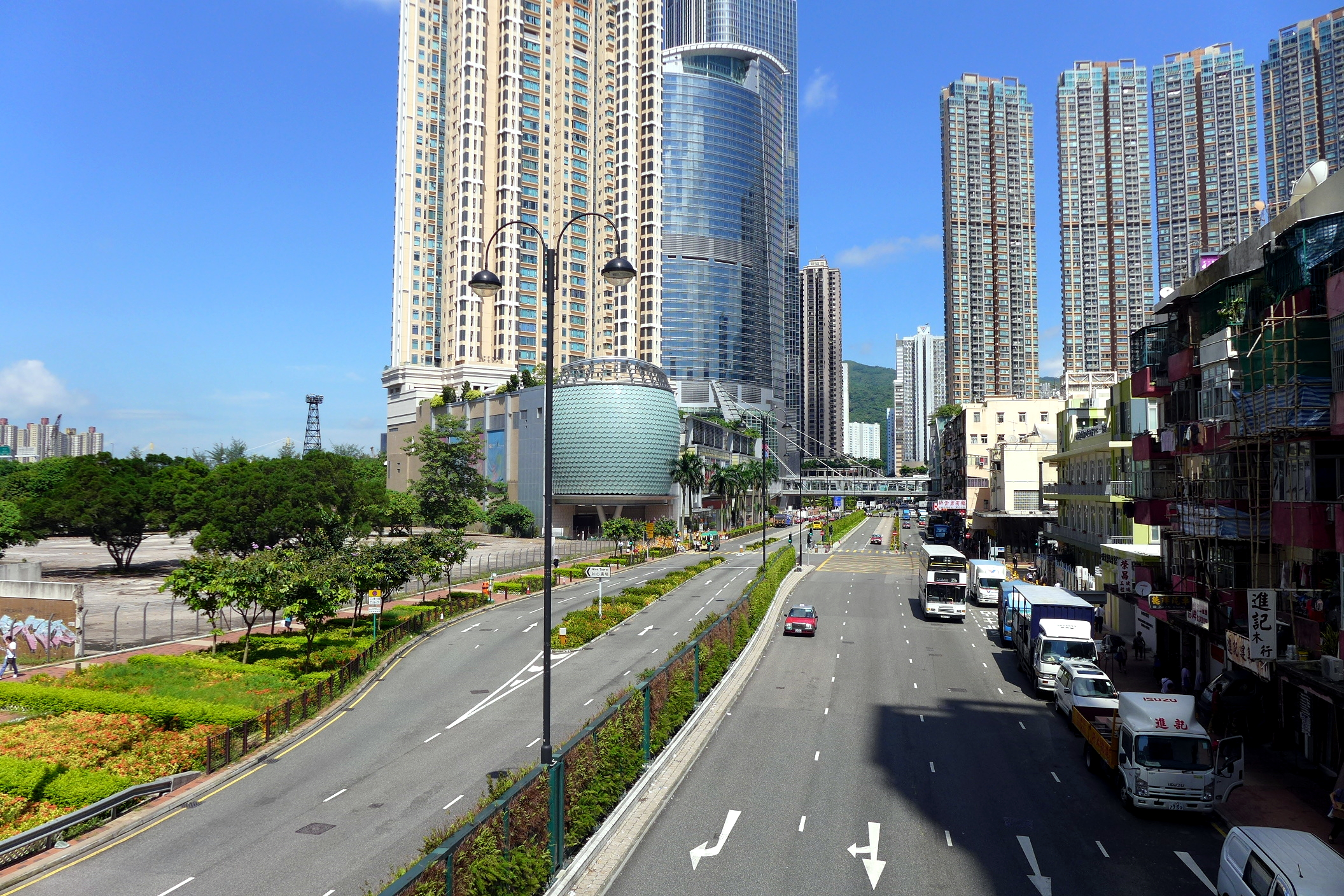
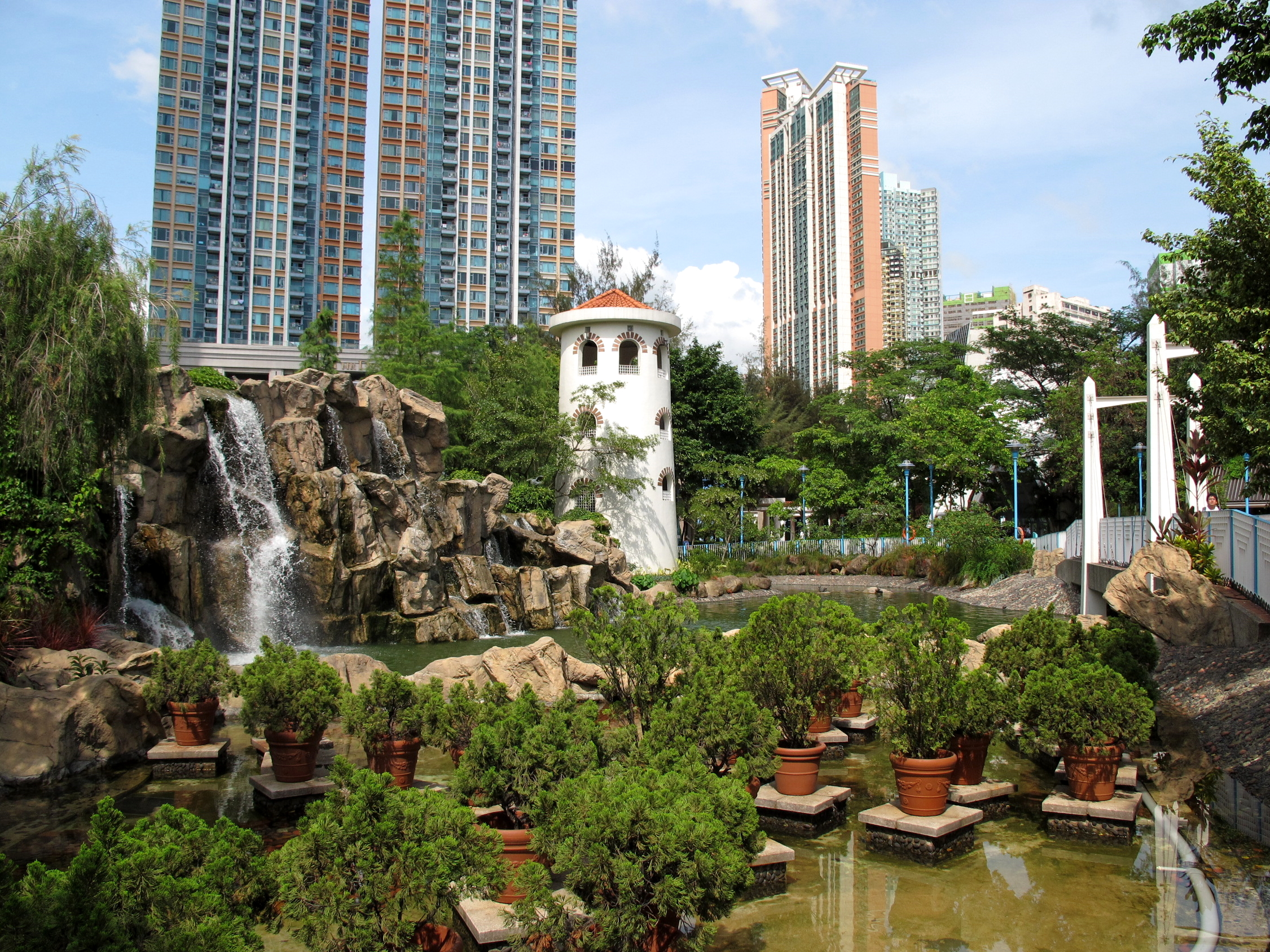
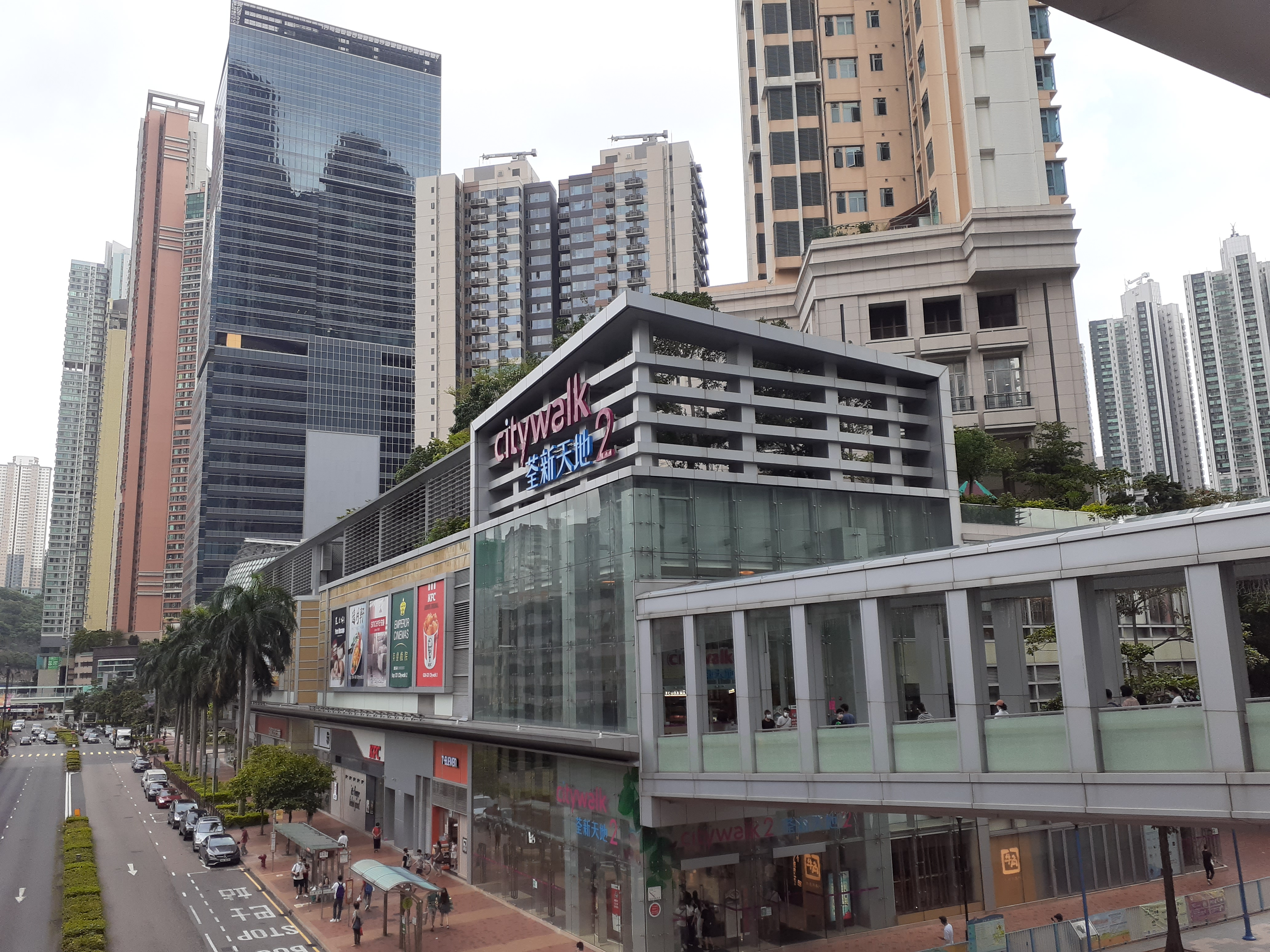

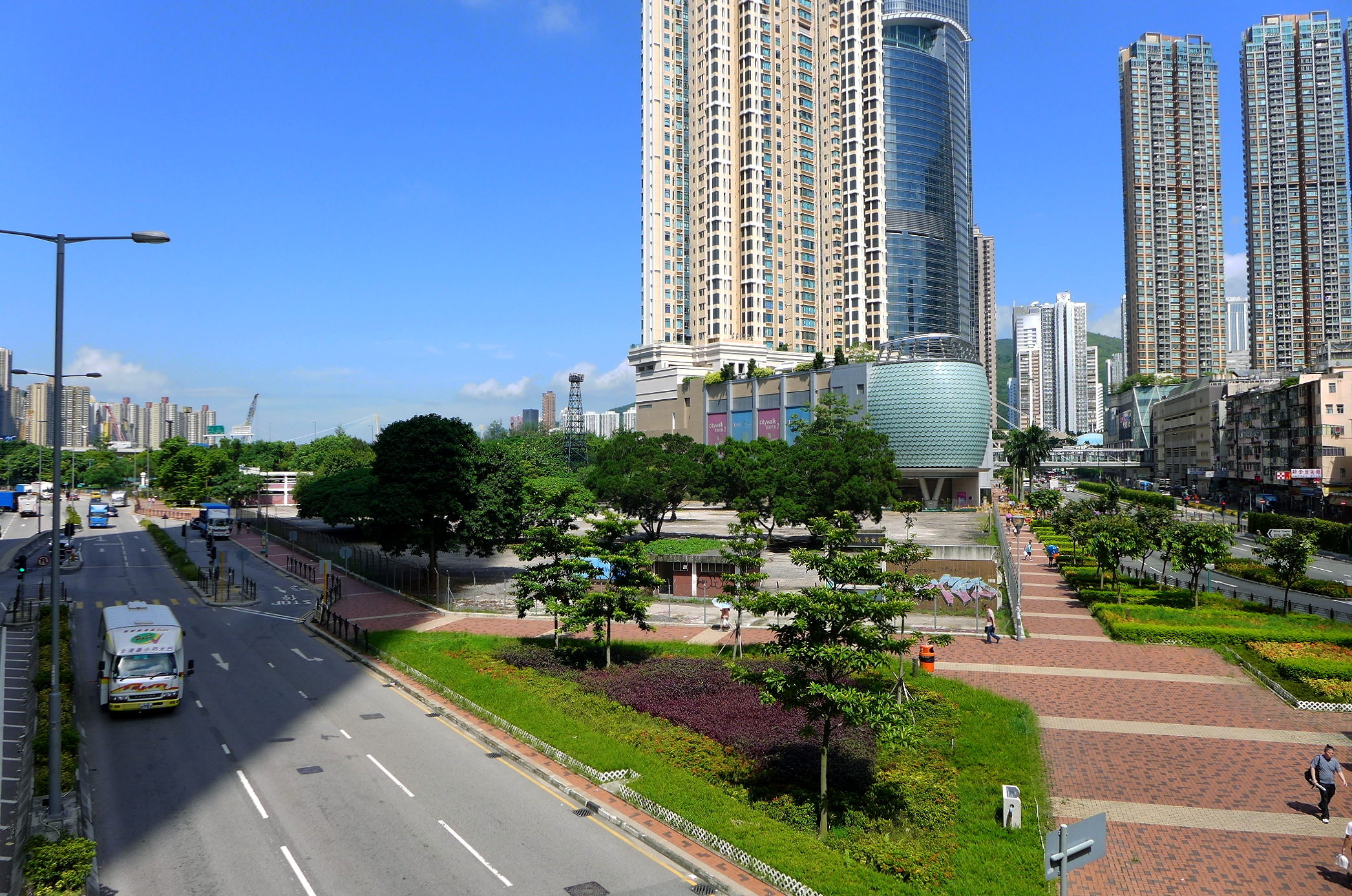
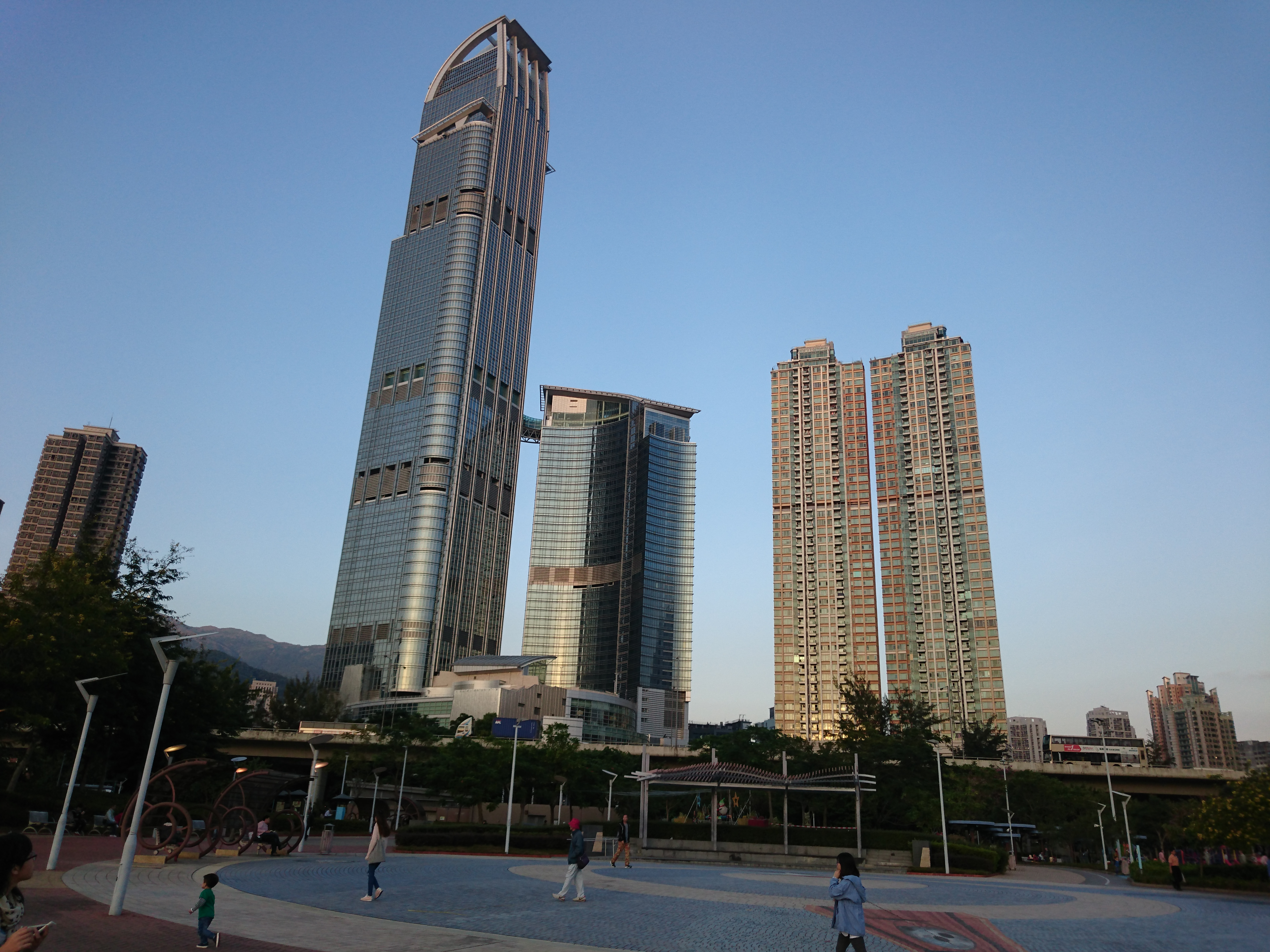
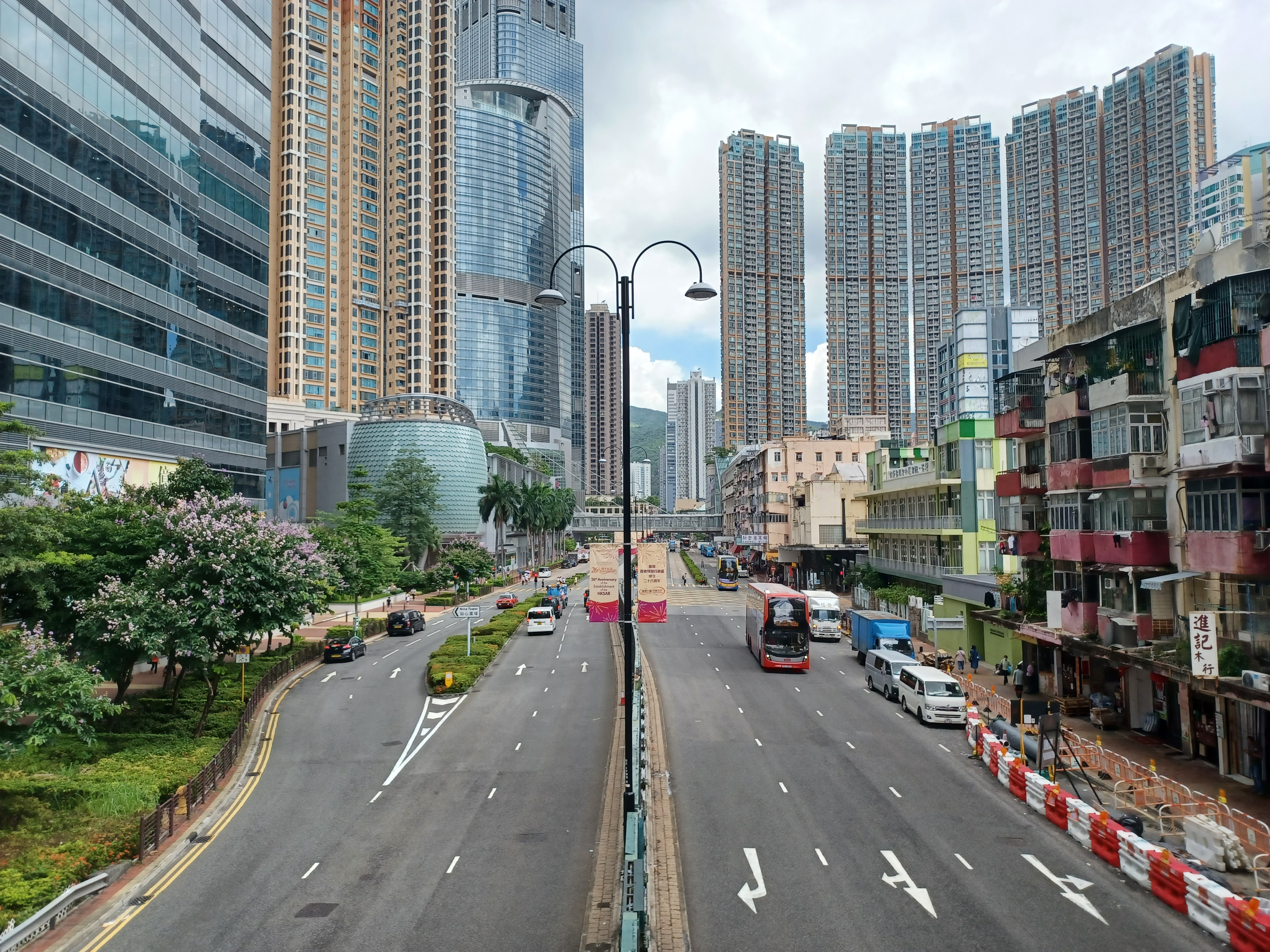